# 東京テーブルテニスクラブ
東京テーブルテニスクラブ（とうきょうテーブルテニスクラブ、英：TOKYO TABLE TENNIS CLUB、略称:TTC)は、東京都大田区西蒲田六丁目にある卓球場である。

## 概要
東急池上線蓮沼駅からプロムナード蓮沼通りに沿って徒歩３分、蒲田駅から徒歩10分のところにある。
本卓球場は6階建ての建物の1階部分と2階部分に位置する。

## 沿革
- 1983年 根岸康雄によって、大田区の卓球クラブチームが設立される。株式会社ムーブジャパンの卓球場として営業開始。
- 2016年1月　株式会社TTCエデュケーションの卓球場として営業開始。

## 特徴
創始者の根岸康雄が暫定的に倉庫を借りて練習していたこともあり、現在でも蓮花寺のそばの倉庫街の一角にある。
コースは入門者コース・ジュニア卓球コース・スタンダードコース・チャンピオンコース・健康卓球コースの5つからなる。
創始者が平成8年の大会で70代で優勝したこともあり、通常の卓球クラブとくらべて、熟年層向けサービスが充実している点が特徴である。
そのため、学校のある平日日中においても、熟年層向けにレッスンが開かれている。

## メディア出演
- NHK
  - ニュース シブ5時
- フジテレビ　
  - とんぱちオードリー [3]（２０１４年１１月２４日）　春日の体当たり企画「春日チャレンジ」の卓球編のロケ地にTTCが使われた。　
  - さまぁ〜ずのご自慢列島ジマング[4]（２０１４年１２月１０日） TTCの張良コーチが登場。トップオブジマングに選ばれた。
- テレビ朝日
  - ちい散歩[5]（２０１０年８月１７日）「蓮沼」探索の回に登場。
  - ももクロChan[6]（２０１５年２月２５日）　　第８問にTTC校長の根岸茂が出演。
  - さんぽサンデー[7]（２０１５年１０月１８日）
- BS朝日
  - スポーツキッズ
- テレビ東京
  - 出没!アド街ック天国[8] （２０１２年５月１２日）　２６番目にTTCに寄っている。
  - さぁ！はじめましょ[9]（２０１３年４月１６日）
- J:COM TV
  - JCN大田いんふぉめーしょん CM放映[10]

## その他
- 卓球場１階には、『卓上のアゲハ』作者の古屋樹のサインが飾られている[11]。